# The Ways of Yore
The Ways of Yore é o décimo primeiro álbum de estúdio do projeto musical norueguês Burzum, lançado em 2 de junho de 2014 pelo selo Byelobog Productions, do único membro Varg Vikernes. O álbum mantém o som da música ambiente e medieval que Vikernes começou com o álbum anterior do Burzum, Sôl austan, Mâni vestan, embora introduzindo vocais.
A capa do álbum apresenta um detalhe de "Merlin and Vivien", uma gravura do famoso artista francês Gustave Doré para o poema Idylls of the King de Alfred Tennyson, emoldurada por uma bordadura de suásticas.

## Contexto
Varg Vikernes disse sobre The Ways of Yore no site oficial do Burzum: "The Ways of Yore é meu primeiro passo em direção a algo novo, que ao mesmo tempo é tão antigo quanto as raízes da Europa. Com The Ways of Yore tento transportar o ouvinte para os tempos de outrora, para fazê-lo sentir o passado, que ainda está vivo no seu próprio sangue".
Em 12 de maio de 2014, Vikernes postou um teaser de 30 segundos para cada uma das músicas do álbum em seu canal oficial no YouTube.
As canções "Emptiness" e "To Hel and Back Again" são versões regravadas das canções "Tomhet" (do álbum de Burzum de 1994 , Hvis lyset tar oss) e "Til Hel og tilbake igjen" (de Fallen), respectivamente.

## Recepção
| Críticas profissionais | Críticas profissionais |
| Avaliações da crítica  | Avaliações da crítica  |
| Fonte                  | Avaliação              |
| ---------------------- | ---------------------- |
| AllMusic               | [ 1 ]                  |

No álbum, AllMusic escreveu: "A melancolia inerente ao álbum não vem do ódio ardente e do isolamento que alimentou os álbuns anteriores do Burzum, mas transmite a mesma intensidade por meio do uso de cantos e instrumentos tradicionais da música folclórica norueguesa antiga, que envolve o álbum de Vikernes. uso exclusivo de eletrônica ambiente para criar uma teia verdadeiramente inspirada de som angustiante."

## Lista de Faixas
Todas as faixas escritas e compostas por Varg Vikernes. 
| N.º            | Título                  | Duração |  |
| 1.             | "God from the Machine"  | 1:40    |  |
| 2.             | "The Portal"            | 2:19    |  |
| 3.             | "Heill Óðinn"           | 3:11    |  |
| 4.             | "The Lady in the Lake"  | 4:39    |  |
| 5.             | "The Coming of Ettins"  | 4:36    |  |
| 6.             | "The Reckoning of Man"  | 7:16    |  |
| 7.             | "Heil Freyja"           | 1:56    |  |
| 8.             | "The Ways of Yore"      | 6:11    |  |
| 9.             | "Ek Fellr"              | 2:54    |  |
| 10.            | "Hall of the Fallen"    | 5:06    |  |
| 11.            | "Autumn Leaves"         | 4:50    |  |
| 12.            | "Emptiness"             | 13:13   |  |
| 13.            | "To Hel and Back Again" | 10:44   |  |
| Duração total: | Duração total:          | 1:08:35 |  |

## Ficha Técnica
- Varg Vikernes – todos os instrumentos, vocais
- Dan Capp – design, layout